# Dolichopeza (Mitopeza) kanagaraji
Dolichopeza (Mitopeza) kanagaraji is een tweevleugelige uit de familie langpootmuggen (Tipulidae). De soort komt voor in het Oriëntaals gebied.